# Rodin (filme)
Rodin é um filme de drama biográfico franco-belgo-estadunidense de 2017 dirigido e escrito por Jacques Doillon. 
Protagonizado por Vincent Lindon e Izïa Higelin, estreou no Festival de Cannes 2017, no qual competiu para a Palm d'Or.

## Elenco
- Vincent Lindon - Auguste Rodin
- Izïa Higelin - Camille Claudel
- Séverine Caneele - Rose Beuret
- Edward Akrout - Edward Steichen